# 草案
草案（そうあん）とは、文章、特に規約、法律などの下書き、原案のことをいう。「草案を練る」などという。
なお、「草案」の「草」とは「木になる前の段階」から転じて、「本格的に行う前段階」を意味する。草稿、起草、詩草なども同じ用法の「草」。

## 有名な草案
- マッカーサー草案 - 日本国憲法の草案
- 憲法草案要綱 - 日本国憲法の草案
- 東洋大日本国国憲案
- 五日市憲法草案

## 有名な私案
民間で検討された憲法の私案のこと。公式な草案とまでは呼べないもの。
- 私擬憲法 - 大日本帝国憲法の私案、いくつかある。